# Soompi
Soompi是一個英文網站，提供K-Pop 的報道，擁有最大的韓國流行音樂國際互聯網社區之一，主要集中在新聞和論壇中。Soompi在所有平臺上擁有超過2300萬粉絲，提供英語和西班牙語服務。
自1998年成立以來，Soompi 已發展成為運行時間最長、訪問量最大的網站之一，提供韓國音樂、名人新聞和娛樂報道。
最初，其訪問者主要是居住在國外的韓國人，訪問該網站的人數超過120萬人。然而截至2012年，其大多數成員都是居住在美國、加拿大、新加坡、菲律賓和馬來西亞等地的非韓國人。

## 歷史
Soompi於1998年由韓裔美國網絡開發人員Susan Kang創立，2011年2月被Enswers Inc收購，Enswers為一家位於首爾的專門從事視頻搜索的IT風險投資公司技術，並作為其全資子公司運營。當Enswers被另一家公司收購時，Soompi於2013年轉投Crunchyroll旗下，這是一家位於美國的專門從事動漫的視頻點播網站。此後美國影音串流媒體網站Viki於2015年8月19日收購了Soompi。

## Soompi Awards
Soompi還因於2005年開始頒發的年度Soompi Awards而聞名，對K-Pop和韓劇進行表彰，獲獎者的評選部分基於粉絲投票，部分基於Soompi的音樂排行榜。